# Potnia
Potnia, Grego antigo para "Senhora, Dama", títulos de uma Deusa. A palavra foi herdada do Grego Clássico de Myce com o mesmo significado e era usado para diversas deusas. Uma palavra parecida é o título Despoina, "a senhora" a qual era dada à Deusa ctônica dos mistérios de cultos arcadianos. Foi posteriormente fundida com Kore (Perséfone), "a moça", a deusa dos Mistérios de Elêusis, num ciclo de vida-e-morte que leva o neófito da morte à vida e imortalidade. Karl Kerenyi identifica Kore com a "Senhora do labirinto", que provavelmente se esboçava no palácio de Cnossos, na Creta minoica.